# نهر جون داي
نهر جون داي هو أحد روافد نهر كولومبيا يبلغ طوله نحو 284 ميل (457 كـم) في شمال شرق ولاية أوريغون في الولايات المتحدة. يُعرف باسم نهر ماه-هاه من قبل شعب كايوز السكان الأصليين للمنطقة. يعتبر النهر غير المتأثر بطوله بالكامل رابع أطول نهر يتدفق بحرية في الولايات المتحدة المتجاورة. هناك استخدام واسع النطاق لمياهها للري. يوفر مساره موطنًا لأنواع متنوعة بما في ذلك أسماك السلمون البرية ذات الرأس الصلب وشينوك. إن التجمعات الفولاذية تخضع لحماية قانون الأنواع المهددة بالانقراض الفيدرالي وقد اقترح سمك السلمون من نوع شينوك لمثل هذه الحماية.
سمي النهر باسم جون داي وهو عضو في البعثة البرية لشركة باسيفيك فور كومباني إلى مصب نهر كولومبيا الذي غادر ميزوري في عام 1810. كافح داي عبر شرق ولاية أوريغون خلال شتاء 1811-1812. أثناء نزول نهر كولومبيا في أبريل 1812، تعرض هو ورامزي كروكس للسرقة وتجريدهم من ملابسهم من قبل الأمريكيين الأصليين عند مصب النهر الذي يحمل اسمه الآن مما أجبرهم على المشي 80 ميل (130 كـم) . إلى الهنود الصديقين في ظل ظروف قاسية.
يؤدي عدم وجود سدود على النهر إلى تقلب تدفقه بشكل كبير على مدار العام اعتمادًا على كتلة الثلج وهطول الأمطار داخل مستجمعات المياه. كان أعلى تدفق تم تسجيله في مقياس في الأسفل جون داي 43,300 قدم مكعب لكل ثانية (1,230 م3/ث) في يناير 1997. وكان أقل تدفق لم يكن تدفقًا على الإطلاق والذي حدث في سبتمبر 1966 من 15 أغسطس إلى 16 سبتمبر 1973 وتسعة أيام في أغسطس 1977. يبلغ متوسط التدفق في المقياس 2,075 قدم مكعب لكل ثانية (58.7 م3/ث).